# New Life
«New Life» és el segon senzill de la banda britànica Depeche Mode llançada el 13 de juny de 1981. La cançó fou enregistrada el maig de 1981 als Blackwing Studios.
Existeixen dues versions de la cançó, una en format 7" que posteriorment va esdevenir la versió d'àlbum i que finalment va aparèixer en l'àlbum Speak & Spell publicat a l'octubre de 1981 al Regne Unit; i una altra versió de 12" coneguda com a "remix" perquè difereix en la introducció i parts de sintetitzador afegides en la secció vocal central. Aquesta versió fou inclosa en la versió de l'àlbum publicada als Estats Units.
El senzill va esdevenir el punt d'inflexió de Depeche Mode al seu país arribant a l'onzena posició de la llista britànica de senzills. Aquest èxit li va permetre debutar al programa musical de televisió de la BBC Top of the Pops el 25 de juny de 1981. La cara-B "Shout!" fou la primera cançó del grup amb una remescla estesa de 12" titulada "Rio Remix", que fou inclosa posteriorment en la compilació Remixes 81–04 llançada el 2004.

## Llista de cançons
7": Mute / 7Mute14 (Regne Unit)
1. "New Life" – 3:43
2. "Shout!" – 3:44

12": Mute / 12Mute14 (Regne Unit)
1. "New Life (Remix)" – 3:58
2. "Shout! (Rio Remix)" – 7:31

CD: Mute / CDMute14 (Regne Unit, 1991) i Sire / Reprise (Estats Units, 1991 i 2004)
1. "New Life (Remix)" – 3:58
2. "Shout!" – 3:44
3. "Shout! (Rio Remix)" – 7:31

- Totes les cançons escrites per Vince Clarke.